# 丁庄镇 (德州市)
丁庄镇，是中华人民共和国山東省德州市陵城区下辖的一个乡镇级行政单位。

## 行政区划
丁庄镇下辖以下地区：
丁庄村、孙堤口村、许桥村、王蛮街村、大刘庄村、小刘庄村、前王庄村、石庄村、郭叶村、赵家庙村、南于庄村、南阎庄村、苑庄村、董屠村、后董庄村、疙瘩孙村、董羊皮村、河沟刘村、宁庄村、孙家集村、许辛庄村、南张庄村、大庄村、小庄村、郑屯村、仙人桥村和大薛庄村。